# Slavica Saveljić
Slavica Saveljić (en serbe cyrillique : Славица Савељић ; née le 10 décembre 1965) est une femme politique serbe. Elle est vice-présidente du mouvement Ensemble pour la Šumadija (ZZŠ) et députée à l'Assemblée nationale de la République de Serbie.

## Parcours
Lors des élections législatives serbes de 2012, le mouvement Ensemble pour la Šumadija participe à la coalition Régions unies de Serbie (URS) emmenée par Mlađan Dinkić, le président du parti G17 Plus,, ce qui vaut à Slavica Saveljić d'être élue députée à l'Assemblée nationale de la République de Serbie.
À l'assemblée, elle est inscrite au groupe parlementaire de l'URS et participe aux travaux de la Commission du travail, des problèmes sociaux, de l'intégration sociale et de la réduction de la pauvreté et à ceux de la Commission des droits de l'enfant ; en tant que suppléante, elle participe aussi à ceux de la Commission de l'éducation, de la science, du développement technologique et de la société de l'information.